# Veludo (futebolista)
Caetano da Silva Nascimento, mais conhecido como Veludo (Rio de Janeiro, 7 de agosto de 1930 — Rio de Janeiro, 26 de outubro de 1979), foi um futebolista brasileiro que atuou como goleiro.

## Carreira
Veludo nascido no Bairro da Saúde, trabalhou como estivador antes de iniciar a carreira no Fluminense, onde começou nas categorias de base, no juvenil, em 1947 e dois anos depois passou a atuar pelos aspirantes.
Subiu aos profissionais para ser o reserva de Castilho, mas, de vez em quando, revezava com o arqueiro pela titularidade. Em 1950, com a convocação de Castilho para a Copa do Mundo, ganhou sua primeira oportunidade no profissional, num amistoso contra a Seleção do Chile, onde segurou o placar de 2 a 2 em uma das maiores atuações da carreira. Mostrou seu grande talento e foi campeão carioca em 1951.
Foi o goleiro titular das Eliminatórias da Copa do Mundo de 1954, em que o Brasil venceu todos os jogos, sofreu apenas um gol e se classificou para o Mundial daquele ano. Mesmo reserva de Castilho, foi convocado para a Copa do Mundo de Futebol de 1954, algo inédito até os dias de hoje. Pela Seleção, jogou em nove oportunidades (uma partida não oficial), sofrendo 3 gols.
Após um Fla-Flu, em que o Flamengo derrotou o Fluminense por 6 a 1, a culpa da derrota caiu sobre seus ombros. Defendeu o clube entre 1949 a 1956, onde atuou em 113 jogos.
No segundo semestre de 1957 chegou ao Santos, onde disputou a camisa número 1 com os arqueiros Laércio e Manga, e devido a grande concorrência, nunca fui titular absoluto. Disputou os primeiros jogos de 1958, e chegou a fazer parte da campanha vitoriosa do título paulista do mesmo ano.
Foi, ainda, campeão mineiro pelo Atlético Mineiro em 1958, encerrando a carreira em 1963 no Renascença (MG).
Morreu em 1979, na mais completa miséria, com apenas 49 anos, vítima de diabetes agravada pelo alcoolismo.

## Títulos
Seleção Brasileira
- Taça do Atlântico: 1956

- Taça Oswaldo Cruz: 1955 e 1956

Fluminense
- Campeonato Carioca: 1951

Santos
- Campeonato Paulista: 1958

Atlético MG
- Campeonato Mineiro: 1958[4]